# 公安審査委員会
公安審査委員会（こうあんしんさいいんかい、日本語略称: 公安審〈こうあんしん〉、英語: Public Security Examination Commission）は、日本の行政機関のひとつ。法務省の外局である。

## 概要
公安審査委員会設置法によって規定され、破壊活動防止法（破防法）や無差別大量殺人行為を行った団体の規制に関する法律（団体規制法）の規定により、公安調査庁長官からの処分請求を受けて、暴力主義的破壊活動を行った団体および無差別大量殺人行為を行った団体に対する各種処分を審査、決定する行政委員会である。
以下の職務を行う。
- 破壊的団体に対する規制に関する審査を行うこと。
- 破壊的団体に対する活動制限の処分を行うこと。
- 破壊的団体に対する解散の指定を行うこと。
- 無差別大量殺人行為を行った団体に対する観察処分を行うこと。
- 無差別大量殺人行為を行った団体に対する再発防止処分を行うこと。

1995年にオウム真理教事件で注目されるまでは、月二回程度のペースで委員が集まり、公安問題や破防法についての研究会を行うぐらいで開店休業状態であったとされている。

## 沿革
- 1952年（昭和27年）7月21日 - 破壊活動防止法の施行と同時に設置される。
- 1999年（平成11年）12月27日 - 無差別大量殺人行為を行った団体の規制に関する法律の施行により、当該団体が新たに審査対象となる。

## 組織
- 委員長（非常勤。両議院の同意を得て内閣総理大臣が任命。任期4年で再任可。）

※正式呼称は「公安審査委員会委員長」で、略称が「公安審査委員長」。委員・委員補佐も同様。
- 委員6人（非常勤。両議院の同意を得て内閣総理大臣が任命。任期4年で再任可。うち1人は委員長代理）
- 委員補佐3人（非常勤。委員長が任命）
- 事務局

※事務局は、通常時の定員は事務局長以下4名だが、観察処分更新の審査準備など一時的に業務量が増える場合は、検事・検察事務官等数名が当該審査準備専従担当として法務省・検察庁から応援派遣される。

## 歴代委員長
- 再任・再々任は個別の代として記載。
- 退任日に付した（願）は任期途中の依願退官、（亡）は死亡。付していないものは任期満了。
- 空席期間においては、委員の1人が「公安審査委員会委員長代理」として職務を遂行する。
- 氏名右欄に※の記載のある者は、在任中に公安調査庁からの規制処分請求を受け、又は同請求に基づく審査・決定を行った実例があることを示す。

| 代 | 氏名       | 氏名                                | 在任期間                             | 出身母体      |
| -- | ---------- | ----------------------------------- | ------------------------------------ | ------------- |
| 1  | 宇野要三郎 |                                     | 1952年8月1日 - 1956年7月31日         | 弁護士        |
| 2  | 山﨑佐     |                                     | 1956年10月3日 - 1960年10月2日        | 弁護士        |
| 3  | 山﨑佐     | 1960年10月3日 - 1963年9月13日（願） |                                      | 弁護士        |
| 4  | 正木亮     |                                     | 1963年9月13日 - 1964年10月2日        | 弁護士        |
| 5  | 正木亮     | 1964年10月13日 - 1968年10月12日     |                                      | 弁護士        |
| 6  | 大山菊治   |                                     | 1968年10月18日 - 1972年10月17日      | 弁護士        |
| 7  | 大場茂行   |                                     | 1972年10月18日 - 1976年10月17日      | 裁判官        |
| 8  | 我妻源二郎 |                                     | 1976年10月29日 - 1980年10月28日      | 弁護士        |
| 9  | 安村和雄   |                                     | 1980年10月29日 - 1984年10月28日      | 裁判官        |
| 10 | 川島一郎   |                                     | 1984年10月29日 - 1988年10月28日      | 検察官→裁判官 |
| 11 | 川島一郎   | 1988年10月29日 - 1992年10月28日     |                                      | 検察官→裁判官 |
| 12 | 堀田勝二   | ※                                   | 1992年10月29日 - 1996年10月28日      | 弁護士        |
| 13 | 堀田勝二   | ※                                   | 1996年10月29日 - 1997年6月16日（願） | 弁護士        |
| 14 | 藤田耕三   | ※                                   | 1997年6月16日 - 2000年10月28日       | 裁判官        |
| 15 | 藤田耕三   | ※                                   | 2000年11月1日 - 2004年10月31日       | 裁判官        |
| 16 | 田中康久   | ※                                   | 2005年1月1日 - 2008年12月31日        | 裁判官        |
| 17 | 田中康久   | ※                                   | 2009年1月1日 - 2012年12月31日        | 裁判官        |
| 18 | 房村精一   | ※                                   | 2013年1月1日 - 2017年12月31日        | 裁判官        |
| 19 | 房村精一   | ※                                   | 2017年1月1日 - 2020年                | 裁判官        |
| 20 | 貝阿彌誠   |                                     | 2020年 - （現職）                    | 裁判官        |